# Systolomorpha noblei
Systolomorpha noblei är en stekelart som beskrevs av Charles Joseph Gahan 1947. Systolomorpha noblei ingår i släktet Systolomorpha och familjen puppglanssteklar. Inga underarter finns listade i Catalogue of Life.